# Vol Cebu Pacific 387
Le 2 février 1998, le Douglas DC-9 effectuant le vol Cebu Pacific 387, un vol intérieur régulier reliant l'aéroport international Ninoy-Aquino de la région métropolitaine de Manille et l'aéroport de Lumbia (en), à Cagayán de Oro, s'écrase sur les pentes du Mont Sumagaya (en), près de Claveria, aux Philippines. Les 104 passagers et membres d'équipage à bord meurent dans l'accident, ce qui en fait le deuxième accident aérien le plus meurtrier survenue aux Philippines, après celui du vol Air Philippines 541, qui s'est produit deux ans plus tard..

## Contexte

### Avion

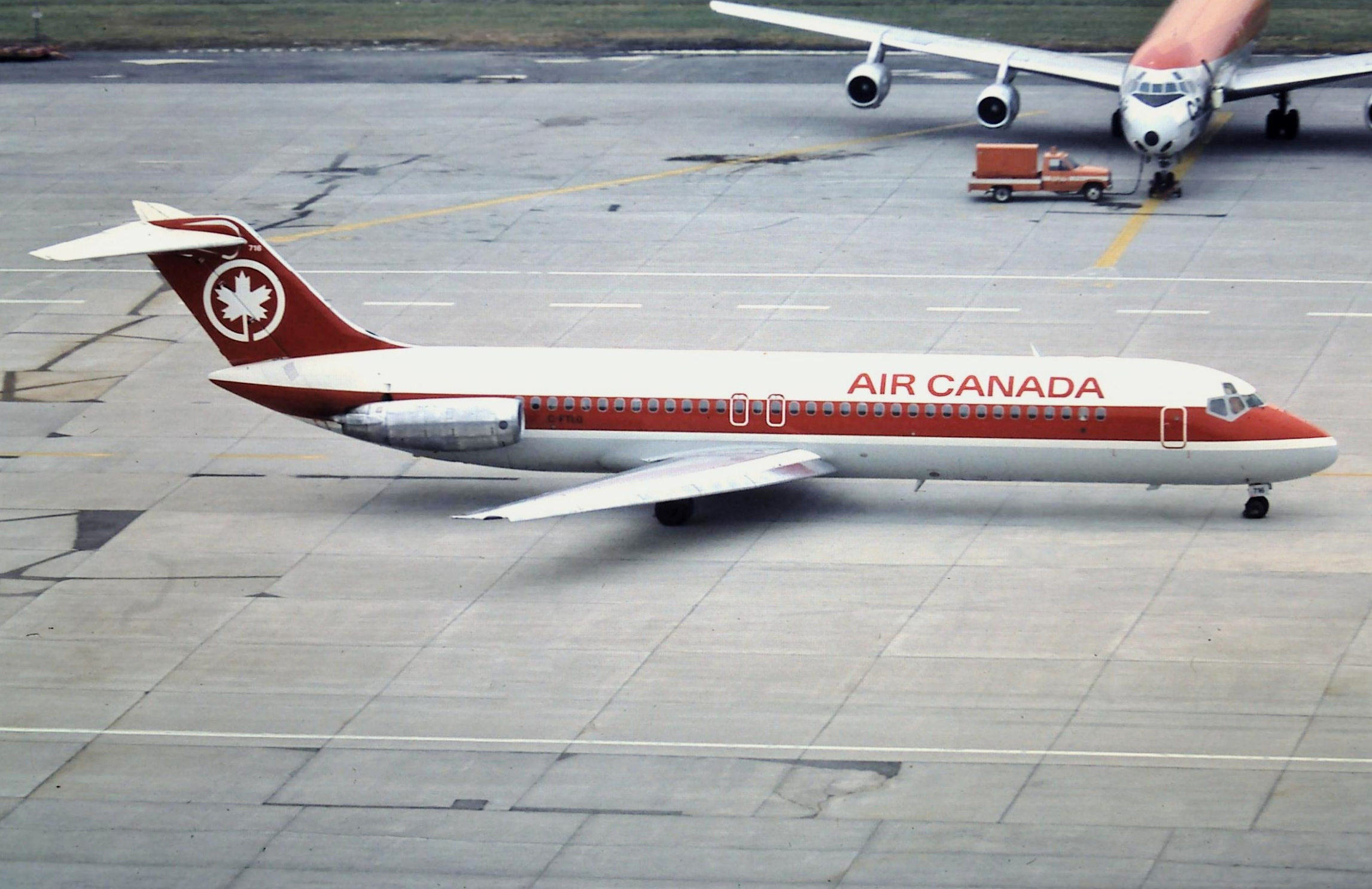
L'appareil impliqué dans l'accident, alors encore en service chez Air Canada, photographié en octobre 1980.

L'appareil impliqué est un Douglas DC-9-32 âgé de 31 ans et immatriculé RP-C1507. Ce biréacteur court/moyen-courrier a d'abord été livré à Air Canada en septembre 1967, avec comme immatriculation C-FTLQ, avant d'être acquis par la compagnie aérienne philippine Cebu Pacific en mars 1997.

### Passagers et équipage
Le commandant de bord, Paulo Justo, et le copilote, Erwin Golla, ainsi que les 3 membres d'équipage en cabine sont de nationalité philippine. On compte également 94 passagers philippins présent à bord, dont cinq enfants, ainsi que cinq autres passagers venant d'Australie, d'Autriche, du Japon, de Suisse, des États-Unis et du Canada.

## Déroulement de l'accident

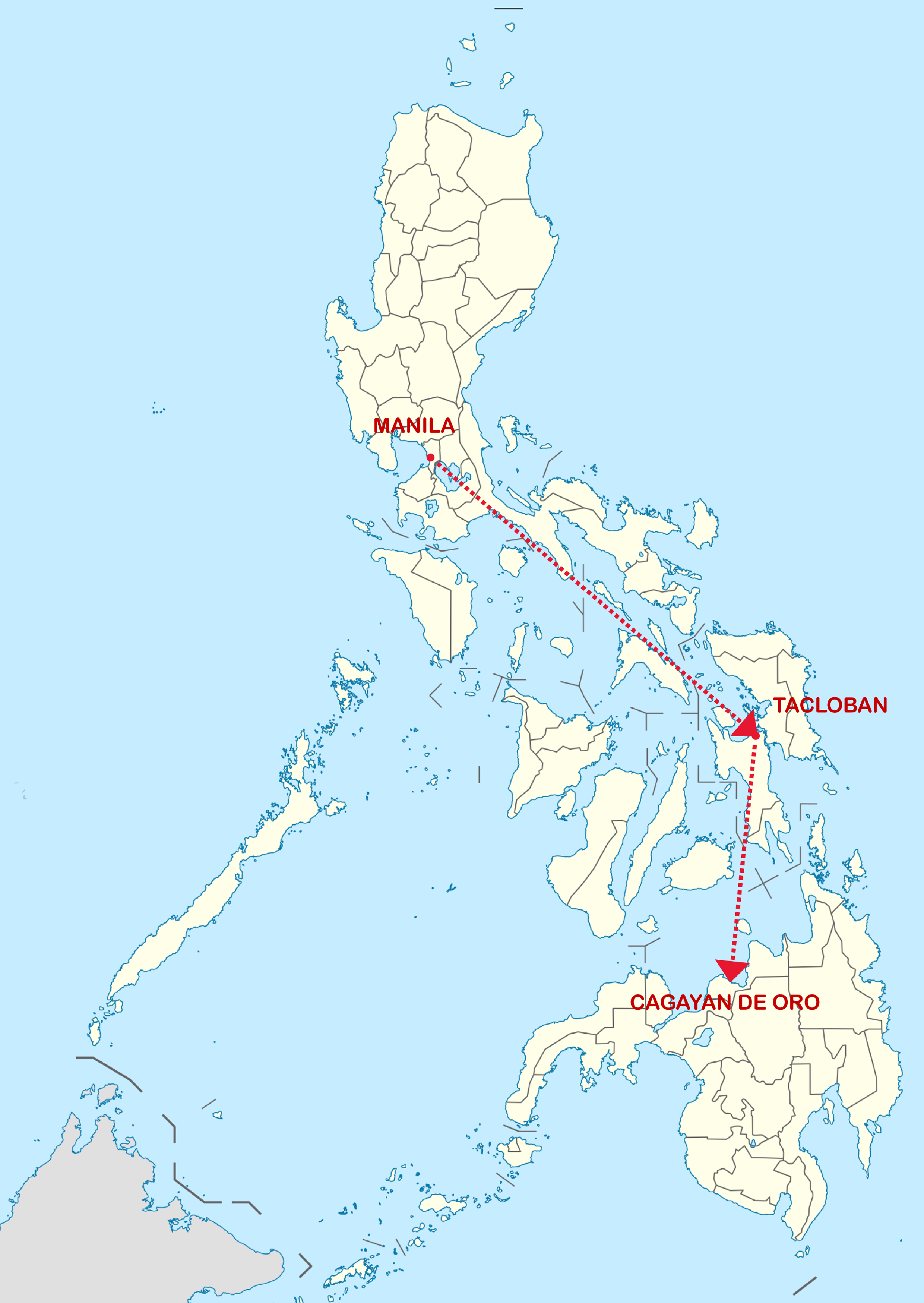
Itinéraire du vol 387.

Le vol 387 décolle de Manille à 9 h 16, heure locale, pour un vol à destination de Cagayán de Oro. Le vol fait une escale imprévue à Tacloban à 9 h 53, pour livrer des pneus de rechange à un autre DC-9 (RP-C1506) de Cebu Pacific alors bloqué à l'aéroport Daniel Z. Romualdez de Tacloban. 
Le DC-9 quitte ensuit Tacloban après 9 minutes d'escale, pour un vol de 61 minutes vers sa destination finale. Le dernier contact radio avec le contrôle aérien a lieu 15 minutes avant l'atterrissage prévu à l'aéroport de Lumbia (en), alors qu'il volait au niveau 115 (11500 pieds, environ 3500 m) au-dessus de Claveria. Lors de cette transmission, rien n’indique alors que l’avion rencontrait des difficultés particulières.
Le vol 387 est alors à 45 km de l'aéroport, lorsqu'il s'est écrasé contre le flanc du mont Sumagaya (en), tuant sur le coup les 104 personnes présentes à bord de l'appareil.

## Victimes
| Nationalité | Passagers | Equipage | Total |
| ----------- | --------- | -------- | ----- |
| Philippines | 93        | 5        | 98    |
| Australie   | 1         | 0        | 1     |
| Autriche    | 1         | 0        | 1     |
| Canada      | 1         | 0        | 1     |
| États-Unis  | 1         | 0        | 1     |
| Japon       | 1         | 0        | 1     |
| Suisse      | 1         | 0        | 1     |
| Total       | 99        | 5        | 104   |

## Cause de l'accident
La cause de l'accident du vol 387 est toujours source de controverse aux Philippines. Il s'avère que les pilotes volaient selon les règles de vol à vue, et non en suivant les règles de vol aux instruments, lorsque le DC-9 a disparu des radars. Même si le ciel était dégagé à l'aéroport au moment du crash, le sommet des montagnes était probablement couvertes de brouillard à ce moment-là. 
Lors des investigations, Jesus Dureza (en), alors gestionnaire de crise lors des opérations de sauvetage et de récupération, a déclaré avoir découvert que les cartes de l'Autorité de l'aviation civile des Philippines (en), utilisées par les pilotes du vol 387, indiquaient que le mont Sumagaya était à 5 000 pieds (1 500 m) au-dessus du niveau de la mer, tandis que la montagne se trouvait en réalité à 6 000 pieds (1 800 m) au-dessus du niveau de la mer. Cette erreur aurait pu faire croire aux pilotes qu'ils se trouvaient au dessus du relief, alors qu'en fait ils volaient à une altitude dangereusement basse. 
Les enquêteurs ont en revanche soulignés, dans le rapport officiel sur l'accident, des lacunes importantes concernant la formation de l'équipage. 